# Stara Trzcianka
Stara Trzcianka (prononciation : [ˈstara ˈtʂt͡ɕaŋka]) est un village de polonais, situé dans la gmina de Grębków de la Powiat de Węgrów et dans la voïvodie de Mazovie dans le centre-est de la Pologne.
Il se situe à environ 4 kilomètres au sud de Grębków, 20 kilomètres au sud de Węgrów, et 64 kilomètres à l'est de Varsovie.

## Histoire
De 1975 à 1998, le village appartenait à la voïvodie de Siedlce.